# Plaisir d'amour
Plaisir d'amour (franc. Užitak ljubavi), klasična je francuska pjesma koju je 1784. skladao Jean-Paul-Égide Martini (1741. — 1846.). Izvorni tekst napisao je pjesnik Jean-Pierre Claris de Florian (1755. — 1794.) koji se pojavljuje u njegovoj noveli Célestine.

## Zanimljivosti
Melodije Elvisove pjesme "Can't Help Falling in Love" (1961.) koju je napisao George Weiss i kršćanske himne 20. stoljeća "My God Loves Me" temeljene su na "Plaisir d'amour".